# هيرمان بلاسكودا
هيرمان بلاسكودا (1879 – 21 مارس 1918) هو مبارز بالسيف من القيصرية الألمانية راحل، مثّل بلاده في الألعاب الأولمبية الصيفية 1912.

## روابط رياضية
هيرمان بلاسكودا على موقع أوليمبيديا (الإنجليزية)